# Rodolphe Kreutzer

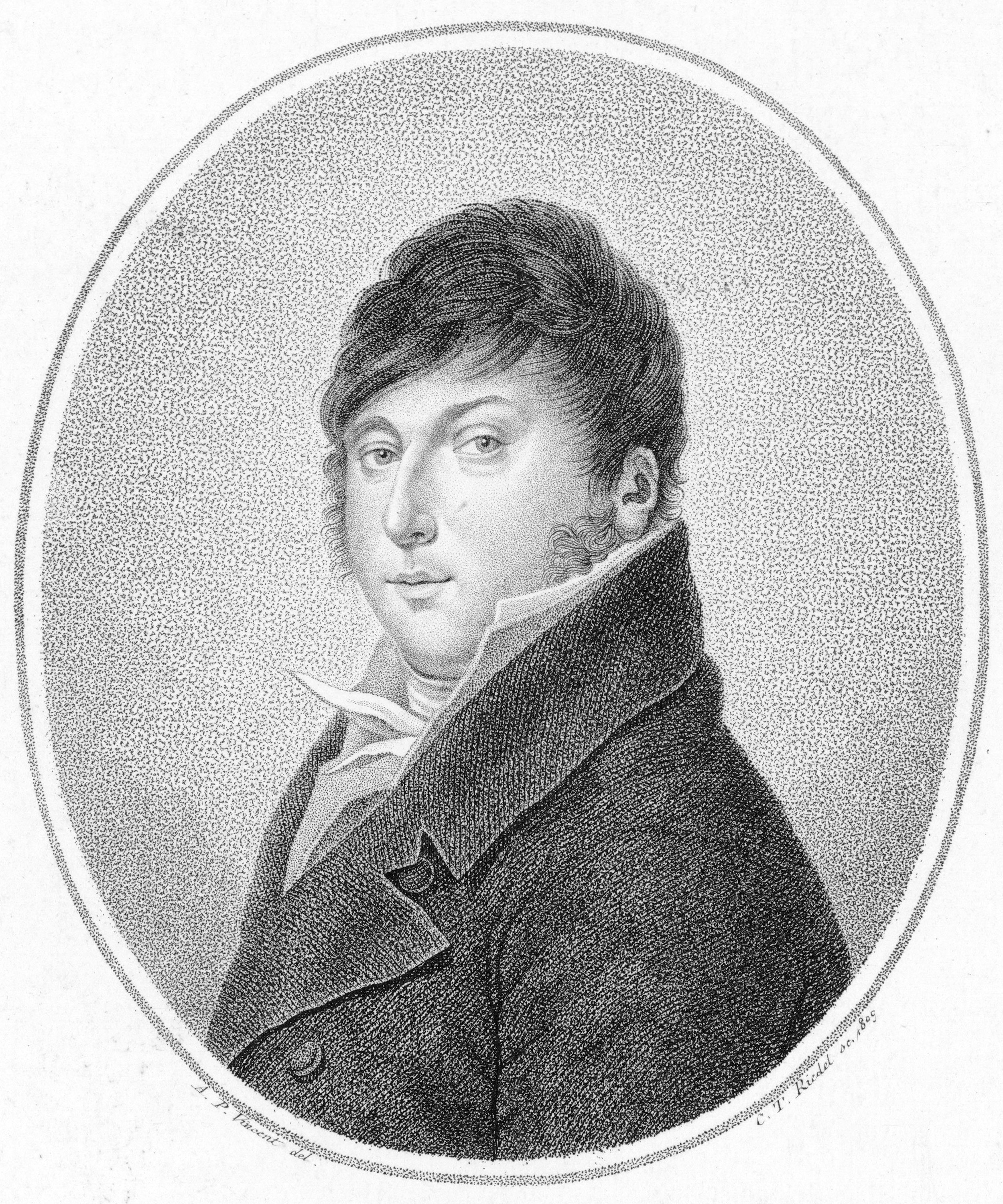
Rodolphe Kreutzer (1766–1831)

Rodolphe Kreutzer (* 16. November 1766 in Versailles; † 6. Januar 1831 in Genf) war ein französischer Violinist, Dirigent und Komponist.

## Leben

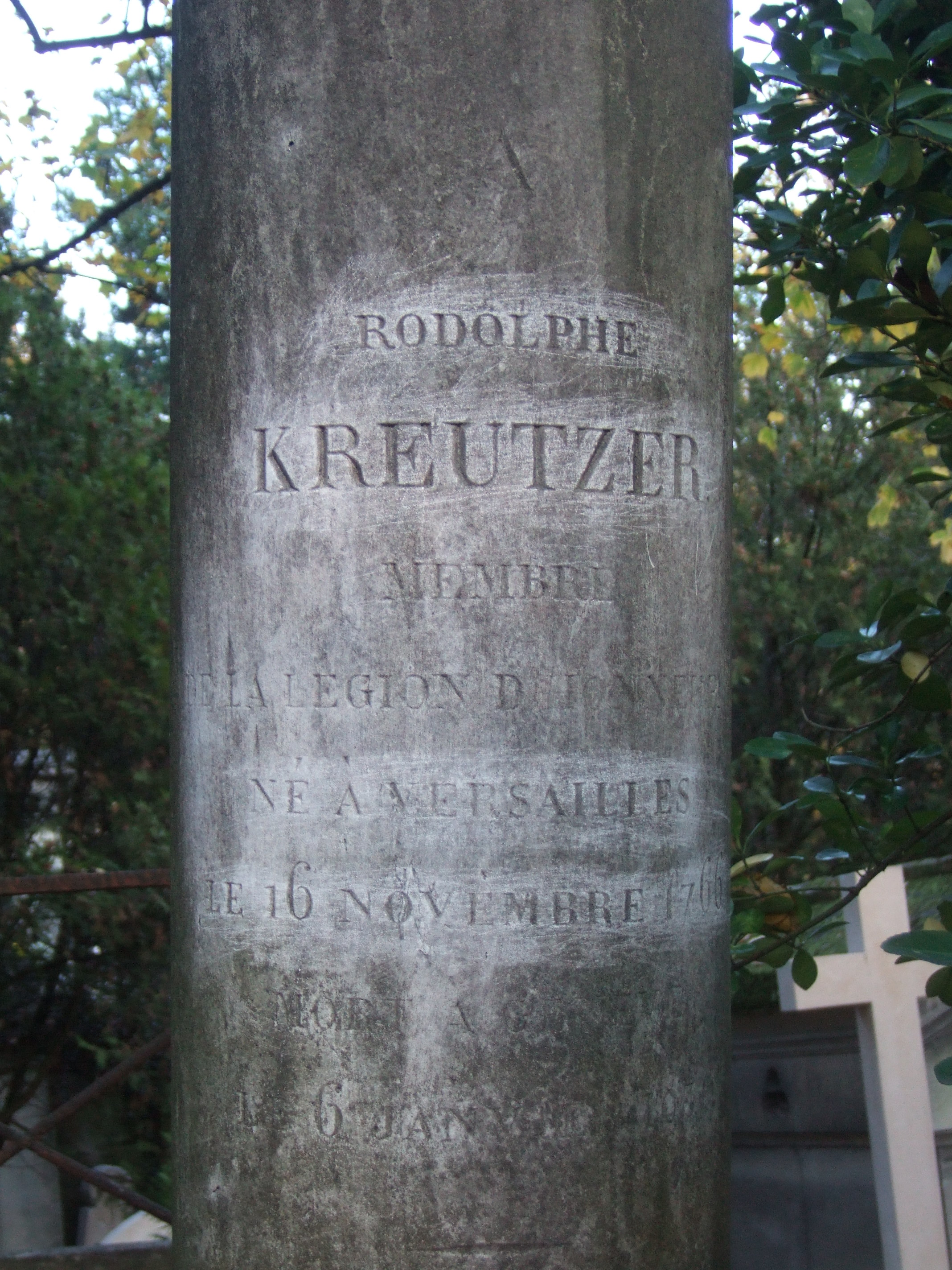
Grabstein von Rodolphe Kreutzer auf dem Pariser Cimetière du Père-Lachaise

Ersten Musikunterricht erhielt Kreutzer von seinem Vater, später studierte Kreutzer bei Anton Stamitz. Mit 16 Jahren wurde er zum Ersten Geiger der Königlichen Kapelle in Paris ernannt. Danach bekam er ab 1790 die Stelle als Soloviolinist am Théatre Italien, was ihn bewog, eine Oper zu komponieren. 1797 besuchte er Italien und Deutschland auf Konzertreisen und wurde anschließend Professor für Violinspiel am Pariser Konservatorium. Auch wirkte er seit 1801 als Soloviolinist an der Großen Oper und in der Privatkapelle Napoleons I. In den nächsten dreißig Jahren folgten vierzig von ihm geschriebene Opern, deren Aufführungen er auch leitete. Seit 1816 war er königlicher Kapellmeister und im Jahre 1817 wurde er zum Leiter der Pariser Oper bestellt, deren Intendant er zwischen 1824 und 1826 war.
Seit der Gründung des Pariser Konservatoriums 1795 war Kreutzer Professor für Violine bis 1826. Nachdem Ludwig van Beethoven ihn 1803 in Wien gehört hatte, widmete dieser ihm die Violinsonate Nr. 9 op. 47, die bekannte Kreutzer-Sonate, welche er jedoch nie öffentlich spielte, da er meinte, die Sonate wäre eine einzige Tortur für das Instrument.
Mit den Kollegen Pierre Rode und Pierre Baillot entwickelte er die Violinmethode des Konservatoriums. Das Trio kann man als Begründer der französischen Violinschule bezeichnen. Kreutzer starb 1831 in Genf. Seine sterblichen Überreste fanden ihre letzte Ruhestätte auf dem Friedhof Père-Lachaise (Division 13).
Kreutzer war Bruder des Violinisten und Komponisten Auguste Kreutzer (1778–1832) und ein Onkel des Komponisten Léon Charles François Kreutzer (1817–1868).

## Werke
- 1 Orchestersinfonie
- 1 Oboenkonzert
- 3 Konzertante Sinfonien
- 19 Violinkonzerte
- Kammermusik
- 40 Opern, darunter Jeanne d’Arc in Orléans 1790, Paul und Virginie 1791, Lodoïska 1791, Astianax 1801, Aristippe 1808 (gewidmet Hortense de Beauharnais),[2] Abel, 1810
- 42 Etuden und Capricen von 1796, sein immer noch bekanntes pädagogisches Werk für angehende Violinisten.
- Ouverture Journée de Marathon für Blasorchester
- Ballettmusik, Les Amours d’Antoine et de Cléopâtre (Choreographie: Jean-Pierre Aumer)